# باورامة (للر وكتك)
باورامة (بالفارسية: باورمه) هي منطقة سكنية تقع في إيران في قسم للر وكتك الريفي. يقدر عدد سكانها بـ 143 نسمة بحسب إحصاء 2016.